# Lena Willemark
Lena Charlotte Willemark, född 12 maj 1960 i Evertsberg i Dalarna, är en svensk sångare, riksspelman och kompositör. 

## Biografi
Willemark räknas som en av Sveriges främsta folkmusiksångare. Hon är bland annat känd för att ibland sjunga på älvdalska och för att ha bidragit till att ge kulningen en renässans. Hon är också en framstående spelman på fiol och spilåpipa. Hon är bland annat medlem i grupperna Nordan, Enteli, Frifot och Systerpolskan samt var på 1980-talet medlem i Gals and Pals.
Hon har också framträtt som sångerska i modern konstmusik och då bland annat samarbetat med tonsättarna Karin Rehnqvist och Bo Hansson. Dessutom har hon framfört sånger i jazzstil av Nils Lindberg.
Hon har varit gift från 1984 till 2020-talet med operasångaren Olle Persson.

## Diskografi
- 1982 – Gambel-lieker (med Lena Werf och Kristina Cedervall)
- 1989 – När som gräset det vajar
- 1989 – Secrets of Living (med Elise Einarsdotter Ensemble)
- 1990 – Nils Lindberg: O Mistress Mine
- 1990 – Månskratt (med Groupa)
- 1991 – Live at Village (med The Village Band; Bobo Stenson, Joakim Milder, Jan Allan, Göran Klinghagen, Palle Danielsson, Rune Carlsson)
- 1991 – Visfolk och tralltokar (med Agneta Stolpe, Maria Röjås, Alf Tangnäs, Hars Åke Hermansson, Kerstin Sonnbäck)
- 1991 – Frifot – utgivet som "Möller, Willemark & Gudmundson"
- 1993 – Musique des vallées Scandinave – ett Frifot-projekt i Frankrike med även hardangerspelmannen Gunnar Stubseid och sångerskan Kirsten Bråten Berg
- 1993 – Senses (med Elise Einarsdotter Ensemble)
- 1994 – Nils Lindberg: Requiem
- 1994 – Enteli (med Bengt Berger, Ale Möller, Jonas Knutsson och Johan Söderqvist)
- 1994 – Nordan (med bland andra Ale Möller, Palle Danielsson, Per Gudmundson och Jonas Knutsson)
- 1996 – Hästen och Tranan (Orionteaterns uppsättning baserad på Sara Lidmans böcker, med bland andra Ale Möller)
- 1996 – Frifot: Järven
- 1996 – Rosenäng (med Elise Einarsdotter Ensemble)
- 1996 – Agram (med bland andra Ale Möller, Palle Danielsson och Jonas Knutsson)
- 1997 – Enteli: Live
- 1999 – Frifot
- 2000 – Windogur
- 2001 – Summer Night (med Elise Einarsdotter och Olle Steinholtz)
- 2003 – Frifot: Sluring
- 2005 – Jul i folkton (med bland andra Louise Hoffsten, Ale Möller, Sofia Karlsson, Sara Isaksson och Rebecka Törnqvist)
- 2005 – Stemmenes Skygge (med Kirsten Bråten Berg och Marilyn Mazur)
- 2006 – Älvdalens elektriska
- 2007 – Frifot: Flyt
- 2013 – Alla drömmars sång (med Jonas Knutsson och Mats Öberg)
- 2014 – Years (med Markku Ounaskari, Kari Heinilä och Anders Jormin)
- 2015 – Trees of Light (med Anders Jormin och Karin Nakagawa)
- 2016 – Blåferdi
- 2019 – Svenska låtar (med Jonas Knutsson och Mats Öberg)

## Filmmusik
- 1994 – med Enteli; "Granskogen i våra hjärtan" (Regi: Gunila Ambjörnsson)
- 1997 – ... och barnen i äppelträdet

## Priser och utmärkelser
- 1990 – Fred Åkerström-stipendiet
- 1994 – Grammis, "Årets folkmusik" för Nordan (med Ale Möller)
- 1996 – Jan Johansson-stipendiet
- 1998 – LRF:s litteraturpris
- 2001 – Stockholms stads hederspris
- 2007 – Ledamot av Kungliga Musikaliska Akademien
- 2010 – Årets traditionsbärare vid Folk & Världsmusikgalan
- 2011 – Litteris et Artibus
- 2017 – hedersdoktor vid Högskolan Dalarna[3]
- 2017 – Medaljen för tonkonstens främjande[4]
- 2020 – "Årets folkmusik" på Grammisgalan 2020 (tillsammans med Jonas Knutsson och Mats Öberg)[5]